# Rafael Tegeo
Rafael Tegeo Díaz (Caravaca de la Cruz, 27 de noviembre de 1798-Madrid, 3 de octubre de 1856) fue un pintor español a caballo entre la tradición neoclásica y la nueva corriente romántica. 
Rafael Facundo Texedor Díaz puede aparecer en los documentos de la época como Texeo, Texedor, Tejeo o Tegeo, entre otros. Es esta última forma la más habitual en la historiografía, debido a que fue la que el propio autor empleó más profusamente en la firma de sus cuadros y que aparece grabada en su tumba, en el madrileño cementerio de San Isidro.

## Biografía
Hijo de Pedro Luis Texedor y María Ana Díaz, se trasladó en 1813 a Murcia gracias al mecenazgo del marqués de San Mamés. En la Sociedad Económica de Amigos del País de dicha localidad iniciaría su formación artística con maestros como el escultor Santiago Baglietto.
Poco después, en 1818, se traslada a Madrid para estudiar en la Academia de Bellas Artes de San Fernando. Allí se educó en la pintura neoclásica de la mano del alicantino José Aparicio. Trabajó, además, ayudando a Fernando Brambilla, italiano afincado en España y pintor de cámara del rey Fernando VII. De esta forma, Tegeo se familiarizó con la pintura decorativa y de paisaje, temáticas que serían fundamentales para sus obras posteriores.

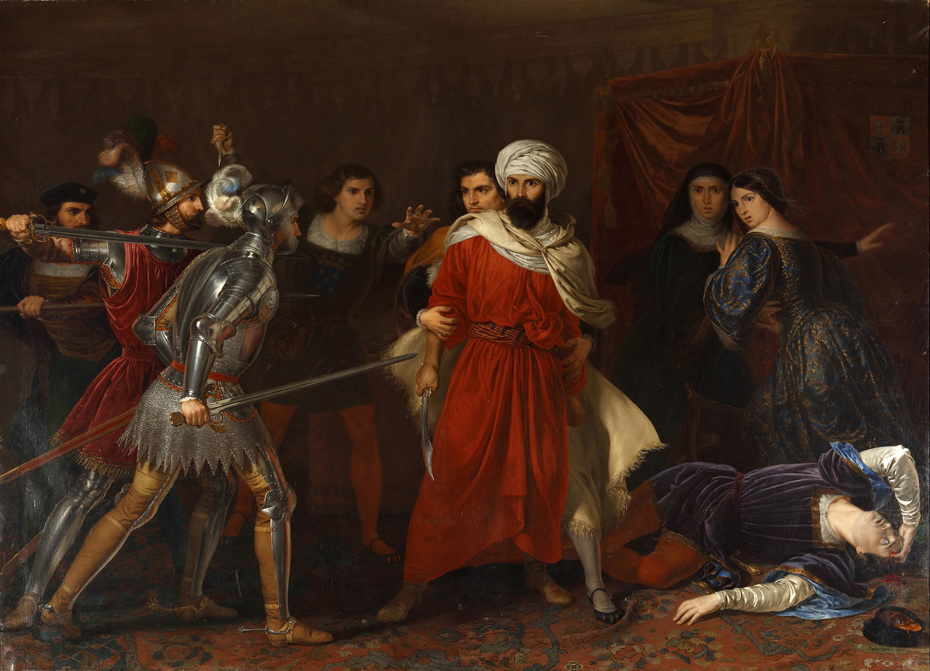
Episodio de la Conquista de Málaga, 1850, Palacio Real de Madrid.

En 1822 viajó a Roma por su cuenta, donde permaneció hasta 1827. Estos años le reportaron influencias de los grandes maestros del Cinquecento, así como las vías del Neoclasicismo tardío italiano. De este periodo destaca la Virgen del Jilguero, adquirida en 2017 por el Museo del Romanticismo.
A su vuelta a España en 1828, fue nombrado miembro honorario de la Real Academia de San Fernando, en la que ostentó distintos cargos a lo largo de su carrera. Con motivo de su ingreso, realizó una de sus grandes obras de carácter mitológico: Hércules y Anteo. Durante un tiempo se fechó hacia 1828, porque esta fue la pintura de temática histórica que prometió realizar para ingresar en la Academia a su regreso de Italia, pero hoy sabemos que se hizo de rogar y en 1835 aún se la demandaban (la terminó un año después).
Los años 30 del siglo XIX fueron los años de esplendor del artista, en los que realizaría decoraciones para el Casino de la Reina, el Palacio de Vista Alegre y el Palacio Real de Madrid. En estos mismos años recibe importantes encargos del infante Sebastián Gabriel, para el que realiza varias obras, tanto religiosas como mitológicas, Antíloco lleva a Aquiles la noticia del combate sobre el cadáver de Patroclo (colección particular) y Diomedes, asistido por Minerva, hiere a Marte (Museo de Bellas Artes de Murcia). Otra obra mitológica fundamental dentro de la producción de Tegeo será Batalla de lapitas y centauros, pintura que ha ingresado en el Prado hace pocos años, donada por el historiador William B. Jordan.
Al mismo tiempo, Tegeo se impuso como uno de los retratistas de mayor fama en la imperante sociedad burguesa del romanticismo español. Con una concepción capaz de integrar la tradición dieciochesca, sus retratos al aire libre fueron sin duda los más apreciados, conjugando en ellos una profunda atención a la dimensión psicológica de los modelos. En 1846 fue nombrado pintor de cámara de la reina Isabel II. A su servicio retomó su actividad como pintor de composiciones históricas. Para su esposo realizó una de sus obras más destacadas, el Episodio de la conquista de Málaga (Colecciones Reales de Patrimonio Nacional). 
Famoso en su tiempo, Tegeo fue la víctima perfecta, durante los años siguientes, de los prejuicios del gusto de historiadores del arte y coleccionistas, que relegaron su figura hasta caer en el olvido. Sus compromisos políticos con el Liberalismo tiñeron su nombre y su actividad creativa, lo que le convirtió también en un temprano ejemplo de artista comprometido ideológicamente ante sus contemporáneos.

## Géneros artísticos

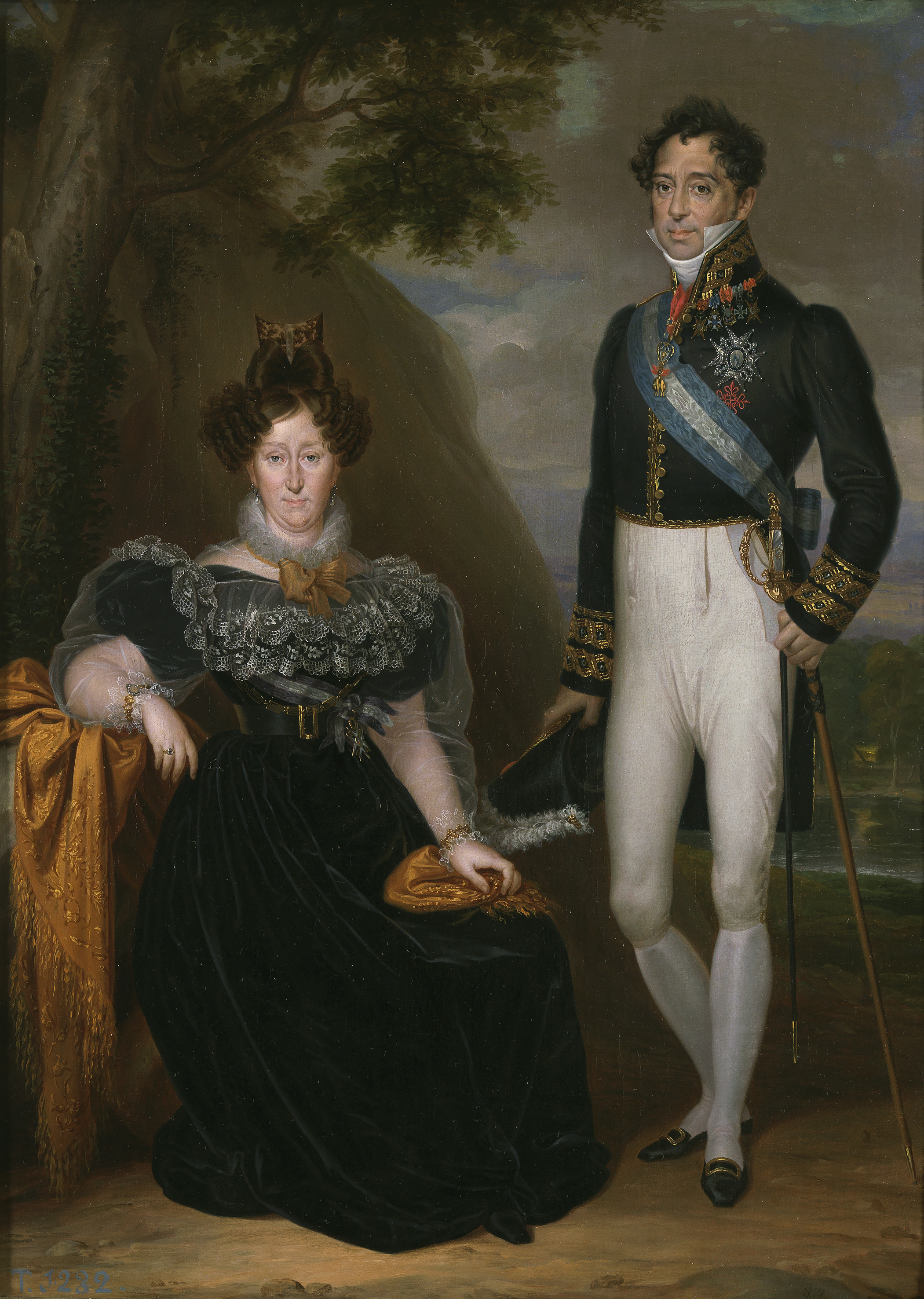
Los duques de San Fernando de Quiroga, c. 1832, Museo del Prado.

Destacó como pintor de grandes composiciones religiosas, como pintor de Historia y como retratista, tal y como lo habían hecho los grandes maestros que le precedieron. Pero su rica personalidad no aceptó los límites impuestos a los géneros artísticos y trascendió los hábitos de su tiempo para dedicar igual interés a las escenas de costumbres, al paisaje y a las vistas urbanas que introducía en sus composiciones, así como a la escultura, que le servía de inspiración, concediéndoles la misma relevancia que al resto de su obra.

### Retrato
El retrato fue el género que más fama y dinero reportó al pintor a lo largo de su vida. Desde el comienzo de su carrera le proporcionó una clientela estable y constante, que le permitió además afrontar con cierta libertad su posición frente a las grandes instituciones, de las que logró mantenerse relativamente independiente. Próximo a la Real Casa, no fue retratista de Cámara hasta el final de su carrera, pero mantuvo una constante relación clientelar con los personajes más notables de la corte desde los primeros años de su producción. Su inevitable posición pública como artista liberal, que le hizo vivir primero un proceso que reveló su militancia y que luego le convirtió en concejal constitucional del Ayuntamiento de Madrid, también influyó en el perfil de su clientela, que de algún modo expresó con sus encargos su afinidad con dicha posición, que significaba inevitablemente progreso y modernidad en la España de su tiempo.

Los primeros retratos de Tegeo parten de la asimilación de la tradición ilustrada, pero amalgamados con las lecciones sobre el gusto neoclásico aprendidas de sus maestros en la Academia. Su viaje a Italia afectó profundamente a sus retratos, dotándolos de un cosmopolitismo singular, extraño en los repertorios nacionales y que en realidad no tuvo continuidad, pero que abrieron la posibilidad a cierta experimentación con modelos históricos que no estaban presentes en el Museo del Prado. Las referencias a Bronzino, Velázquez y Goya están presentes también en la elaboración de un modelo de retrato que finalmente eclosionará, en la década de los años cuarenta, en pinturas de profunda atención a la dimensión psicológica de sus modelos, concentrados y sutiles, en los que el artista empleó un realismo pasmoso a la hora de reflejar los detalles suntuosos que definieron, en su época, el gusto de la novedad.

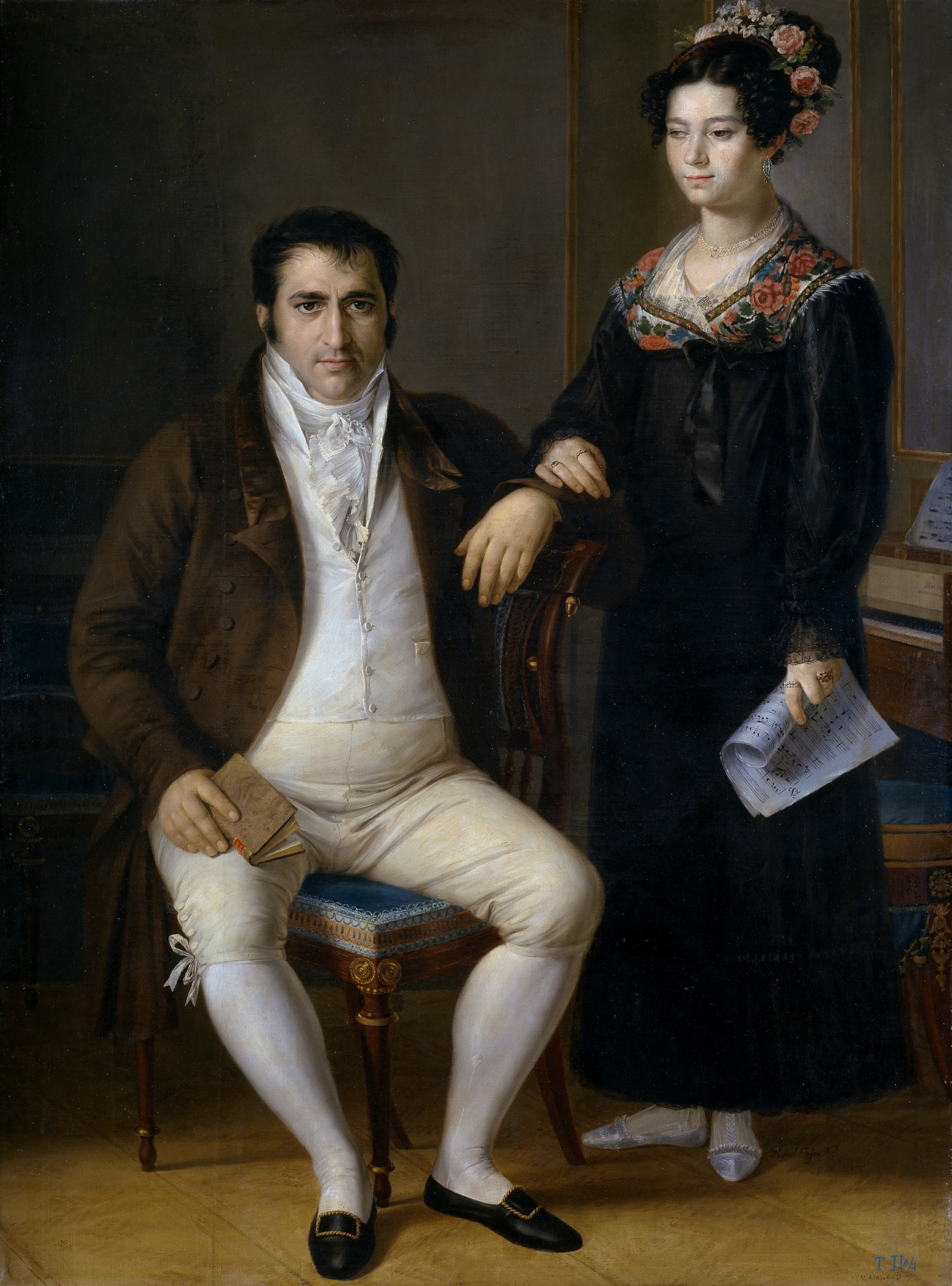
Pedro Benítez y su hija María de la Cruz, c. 1820, Museo del Prado
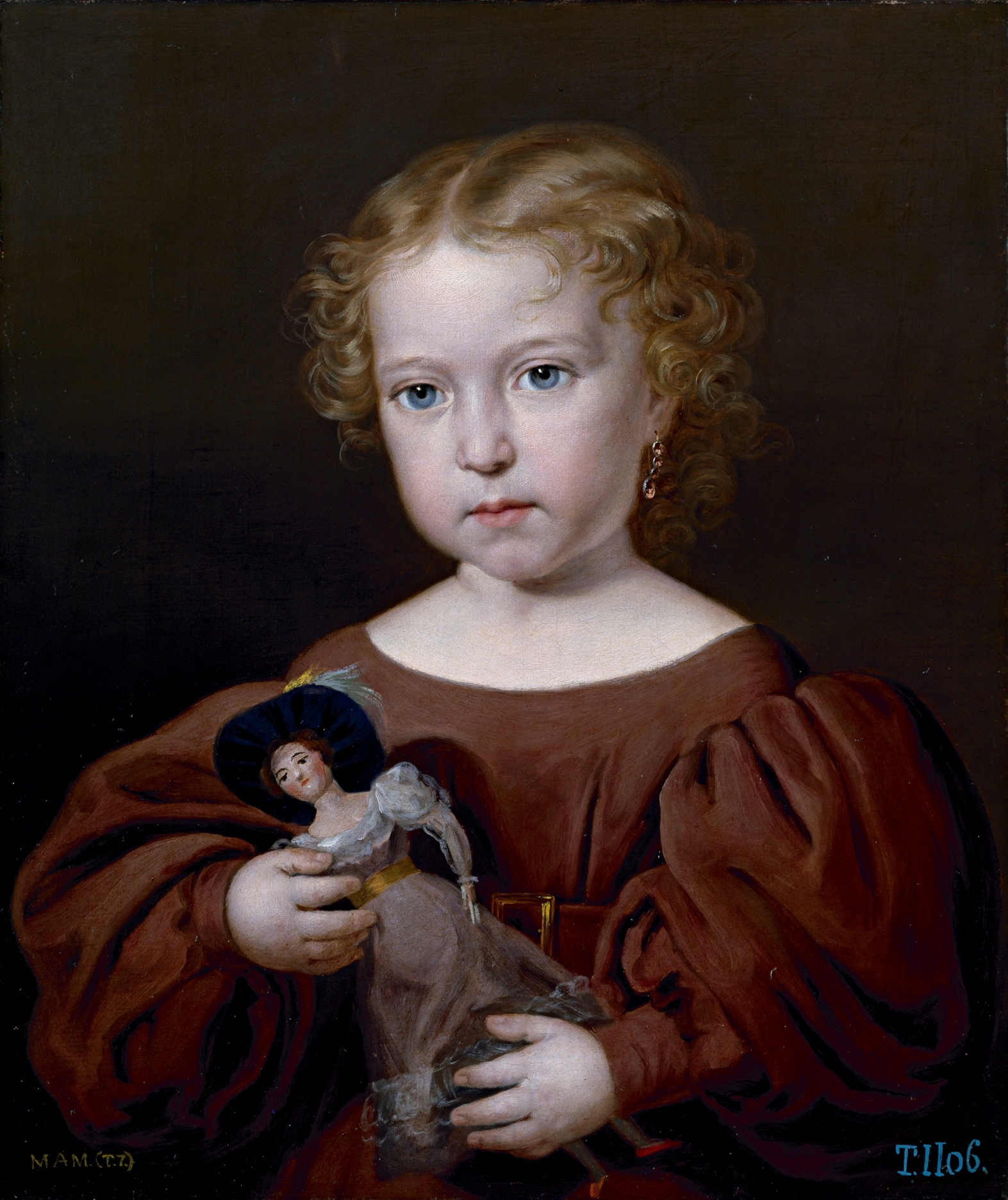
Ángela Tegeo, hija del pintor, c. 1832, Museo del Prado
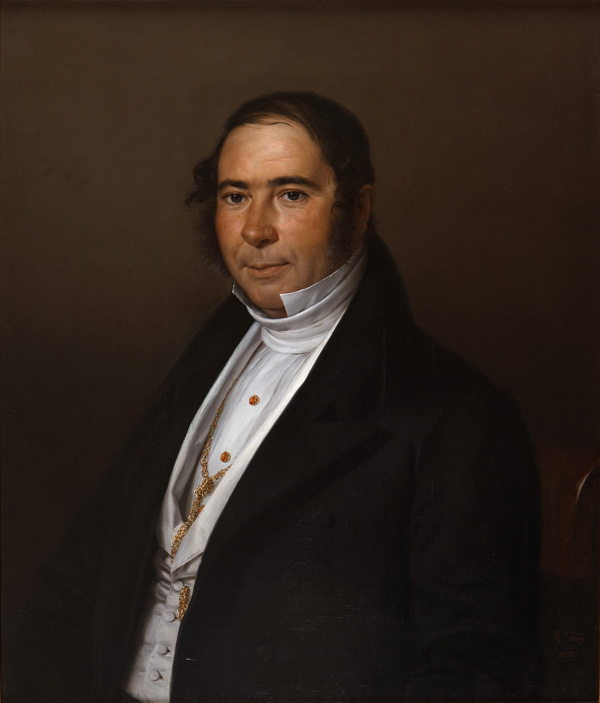
Pedro Martínez, 1839, Museo del Romanticismo
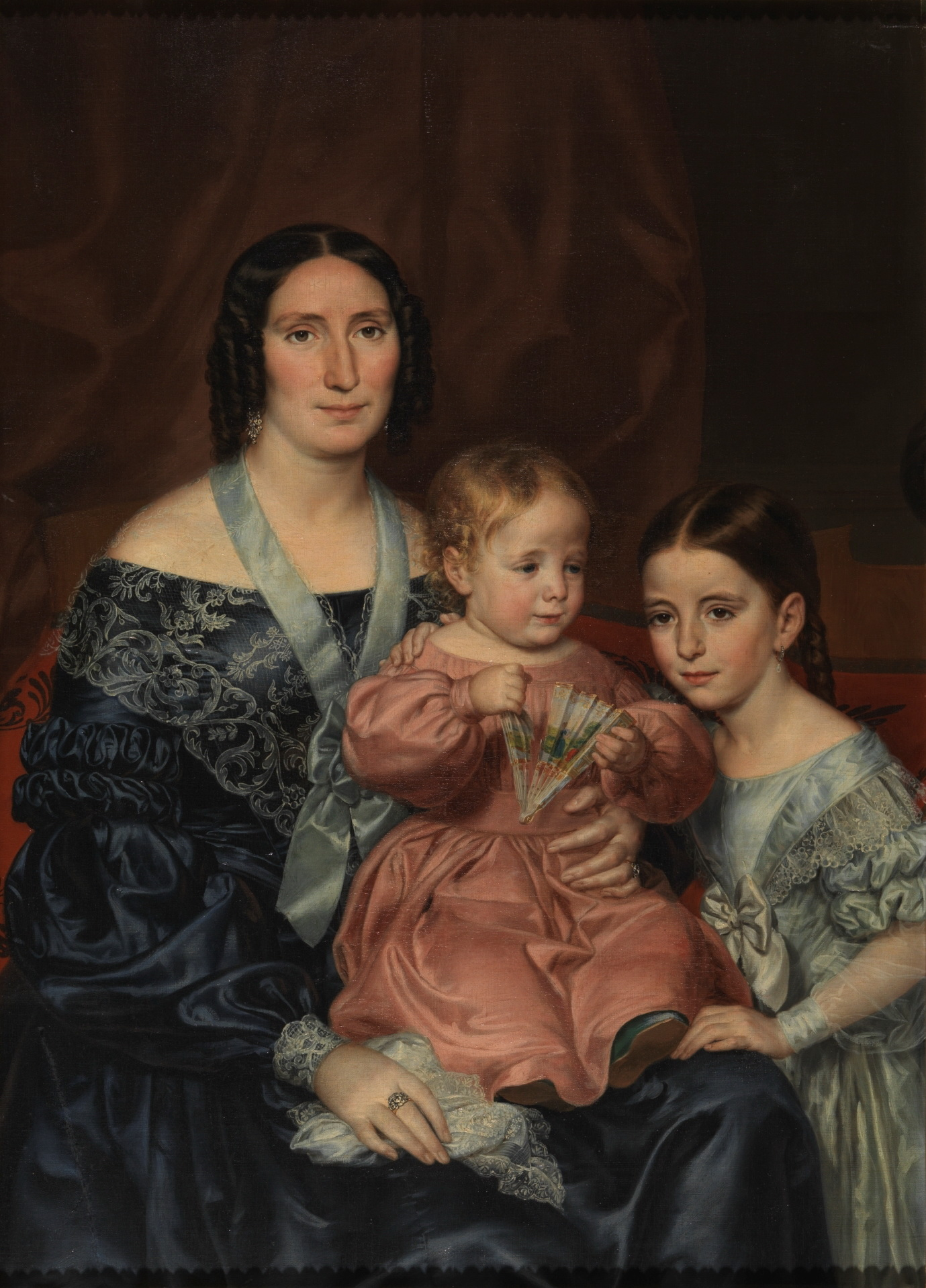
Antonia Cabo con su hermana y con su hijo Mariano Barrio Cabo, c. 1839, Museo del Prado
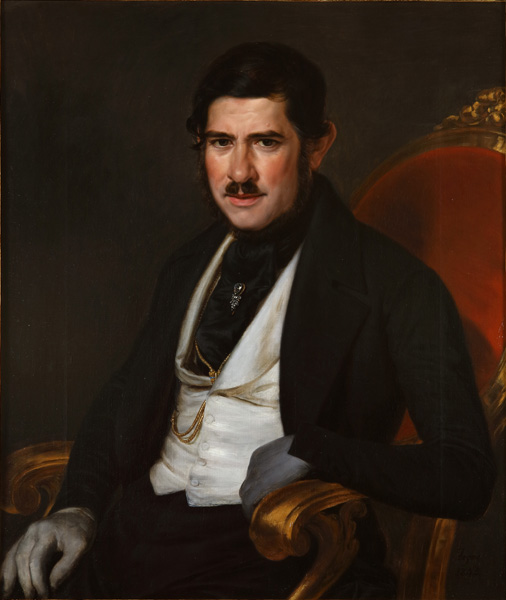
Jacinto Galaup, 1845, Museo del Romanticismo
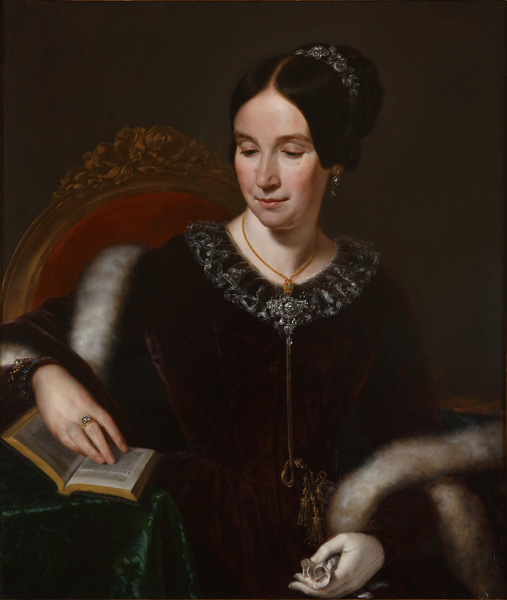
María del Pilar Ordeig, 1845, Museo del Romanticismo
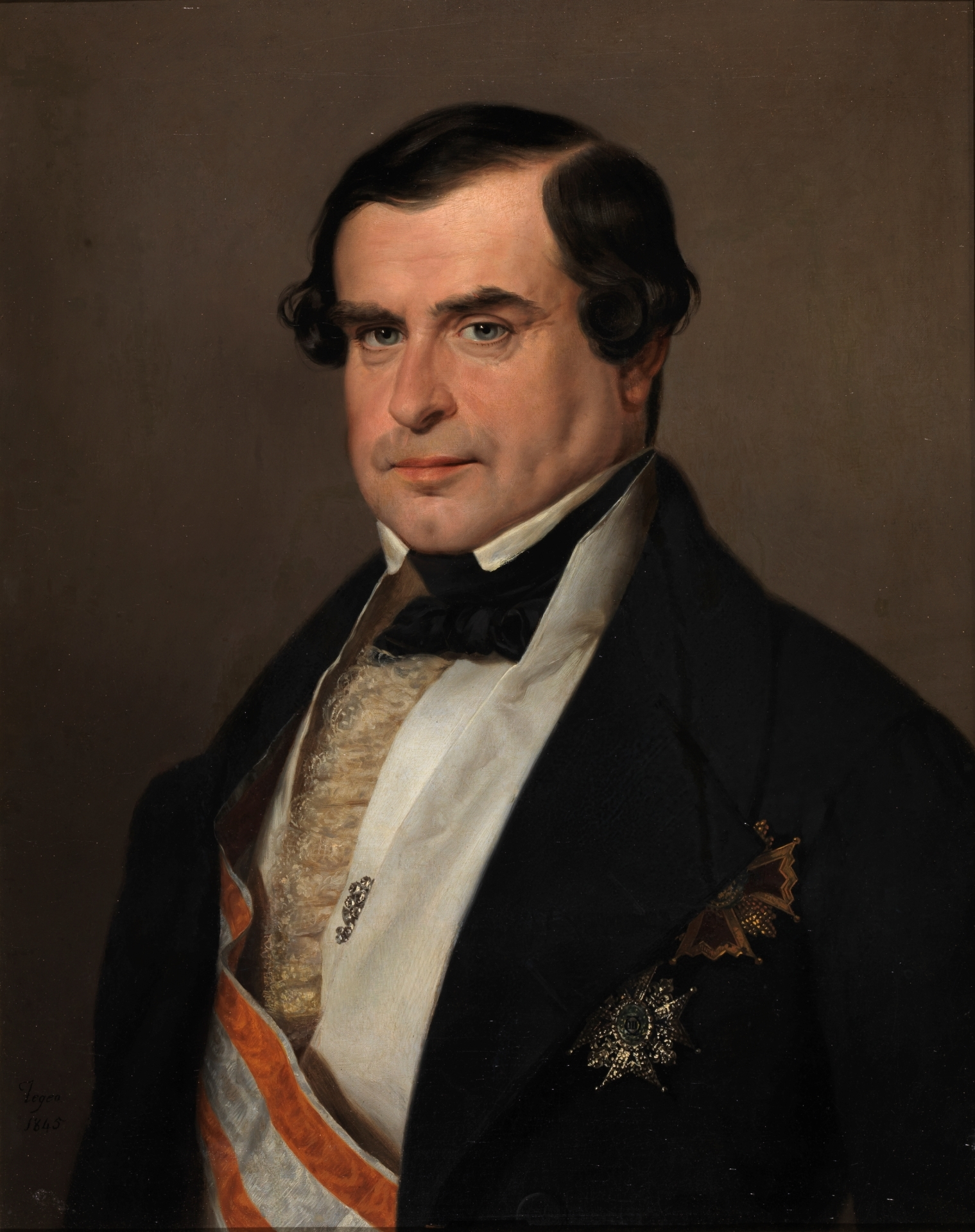
José Antonio Ponzoa y Cebrián, 1845, Museo del Prado
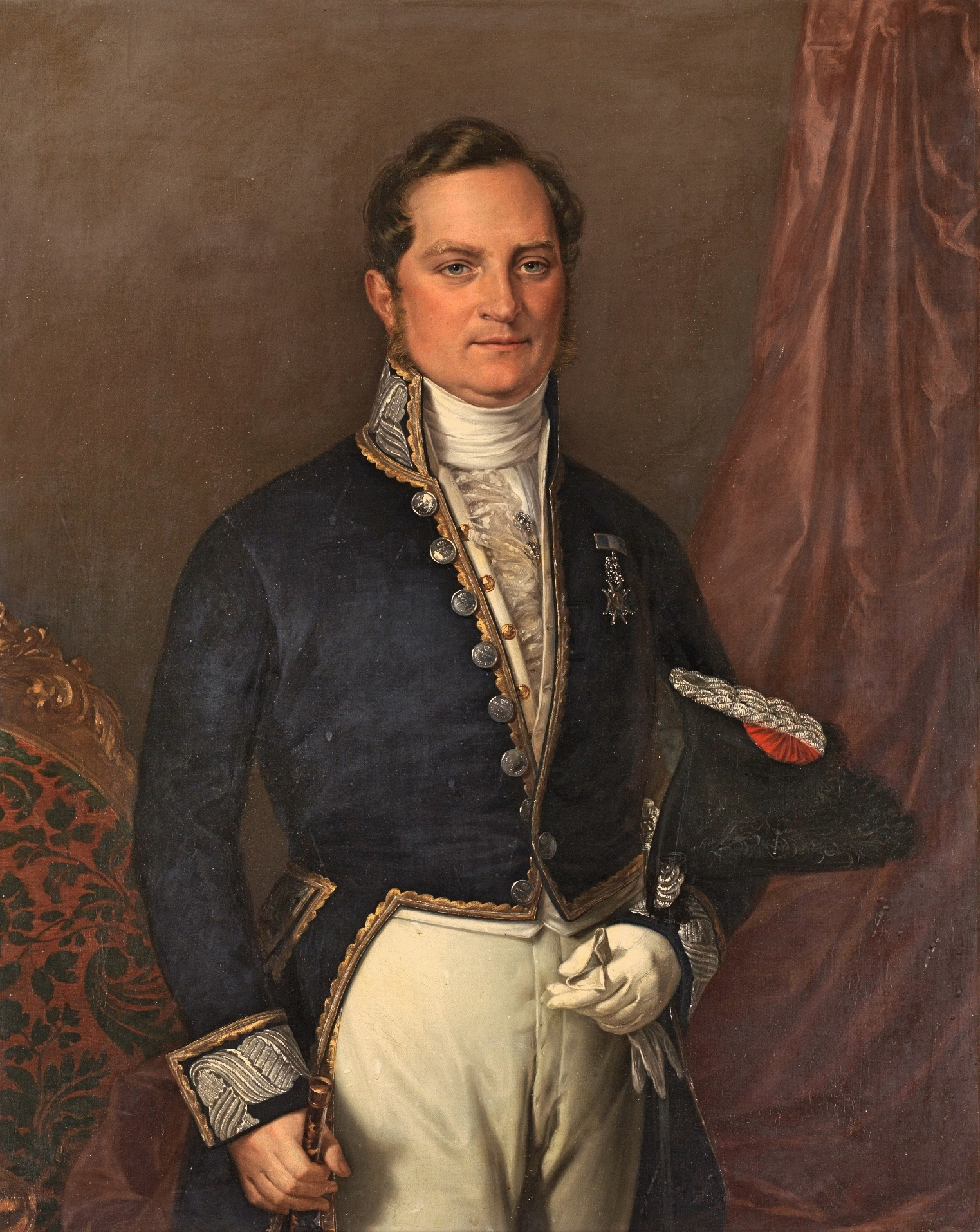
Retrato de caballero, 1845, Museo del Prado

### Pintura religiosa

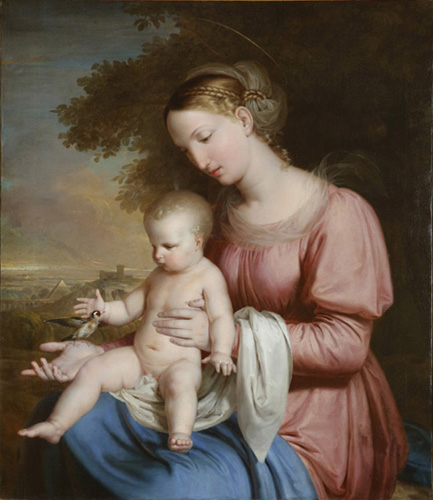
Virgen del jilguero, 1825-1828, Museo del Romanticismo.

Tegeo comenzó su carrera pública dedicado a la pintura religiosa y consolidó su prestigio tras atender varios encargos sacros. Desde Italia, en los años que culminaba su formación artística, envió obras inspiradas en la Historia Sagrada y a su vuelta, en la Real Academia de Bellas Artes de San Fernando, presentó otras obras religiosas para afianzar su estatus de artista. Entre ellas, la Inmaculada Concepción demuestra su manejo del lenguaje histórico, aludiendo en la misma pintura a Rafael y a Murillo. En los años italianos, privado de pensión, debió de ganarse la vida con una producción artística competitiva y persuasiva, capaz de atraer al público europeo que visitaba la Ciudad Eterna. Así, la Virgen del jilguero, conservada en el Museo del Romanticismo, es el único testimonio que conocemos de esa ignota actividad, que debió de ser muy fecunda y a la vista de esta obra, capaz y exitosa. En ella maneja de nuevo modelos históricos alternativos a los dictados por las normas de la Academia, atentos sin duda a la exaltación de la humanidad sensible de los protagonistas y en los que el paisaje adquiere ya un desarrollo de máximo interés.
Ya en Madrid, el encargo de la gran pala de altar para el templo de San Jerónimo el Real, in situ en la actualidad, satisfacía la promesa hecha al artista por Fernando VII, que no pudo pensionarlo, de concederle un gran encargo que le resarciera de los esfuerzos hechos en Italia. El resultado, recibido con tibieza, fue de una sofisticación formal desusada en la Corte, en la que se fundían los modelos del clasicismo boloñés y de la tradición del gran barroco italiano con los modelos davidianos. La adquisición del boceto de presentación por parte del infante Sebastián Gabriel para el rey Fernando marcó el asentamiento definitivo de Tegeo en la corte y el arranque de una carrera que le transformaría, a continuación, en pintor de Historia, la especialidad más valorada en los medios académicos.

### Pintura de historia

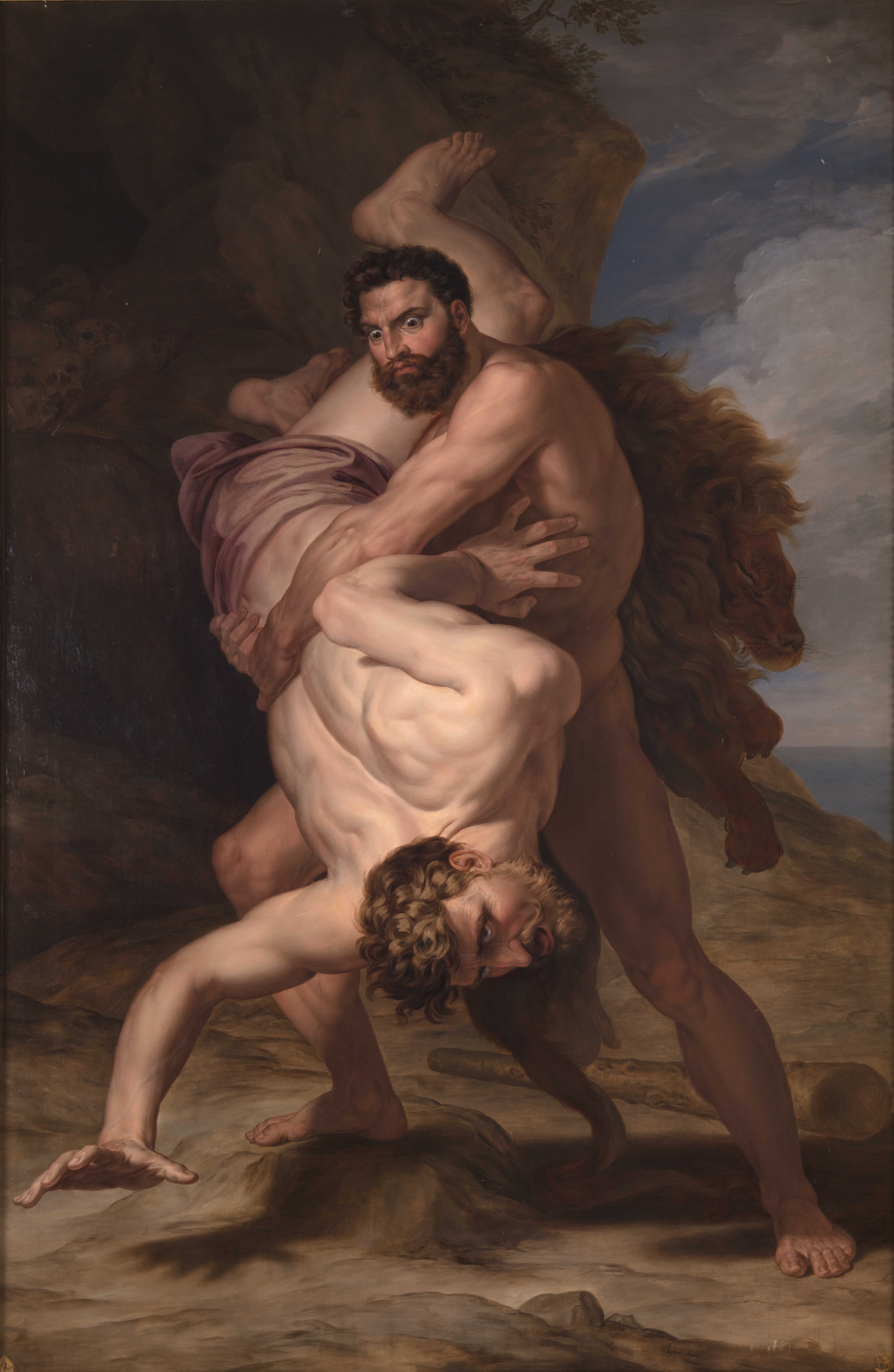
Hércules y Anteo, c. 1836, Real Academia de Bellas Artes de San Fernando.

Tegeo fue reconocido como un pintor de Historia “de alto y merecido crédito” a pesar de lo exiguo de su producción dentro de este género. Su prestigio, consolidado primero a través de la pintura religiosa, se transformó, una vez asentado en la Corte, como creador de imágenes mitológicas y luego históricas, casi siempre por encargo. En las primeras se mostró muy apegado a las formas davidianas, como sucede en las comandadas por el infante Sebastián Gabriel: Antíloco llevando a Aquiles la noticia del combate sobre el cadáver de Patroclo y Diomedes, asistido por Minerva, hiere a Marte. El dibujo riguroso, un clasicismo acuñado en París y, sobre todo, la presencia sensual del desnudo heroico clásico, están presentes en todas ellas como un indeleble sello personal que queda reconocible en la exigente calidad de la ejecución, así como en una característica entonación templada, como en Hércules y Anteo. Si bien, en la Batalla de lapitas y centauros, Tegeo se liberó por fin de esas fórmulas aprendidas para abrazar abiertamente el lenguaje de la vieja tradición barroca italiana, que manejó con mayor comodidad, y que supuso uno de los grandes jalones de su carrera pública.
Sin embargo, el peso sustancial de su fama se lo debe, fundamentalmente, a una sola obra que ha de considerarse como la principal dentro de su producción completa, Ibrahim-el Djerbi, o el moro santo, cuando en la tienda de la marquesa de Moya se intentó asesinar a los Reyes Católicos (Sitio de Málaga), encargada directamente por el rey Francisco de Asís, y que de manera visionaria adelantó ya las características formales de un género que acababa de nacer y que no vería su primer esplendor hasta finales de la misma década en que Tegeo pintó esta obra, cuando el artista ya había fallecido. El empleo de un lenguaje formal marcadamente persuasivo y teatral, el gusto por la ambientación llamativa e históricamente precisa, así como el formato de gran tamaño con figuras del natural, son elementos que proliferaron en la práctica del género después de que Tegeo los planteara en España en esta obra.

## Exposiciones
Los cambios estilísticos y de gusto que tuvieron lugar a finales del siglo XIX, hicieron que la obra de muchos pintores de la primera mitad de la centuria careciera del merecido reconocimiento. El trabajo de Rafael Tegeo se vio especialmente afectado por esta situación, ya que en vida del propio autor su significación política había hecho mella en su carrera.

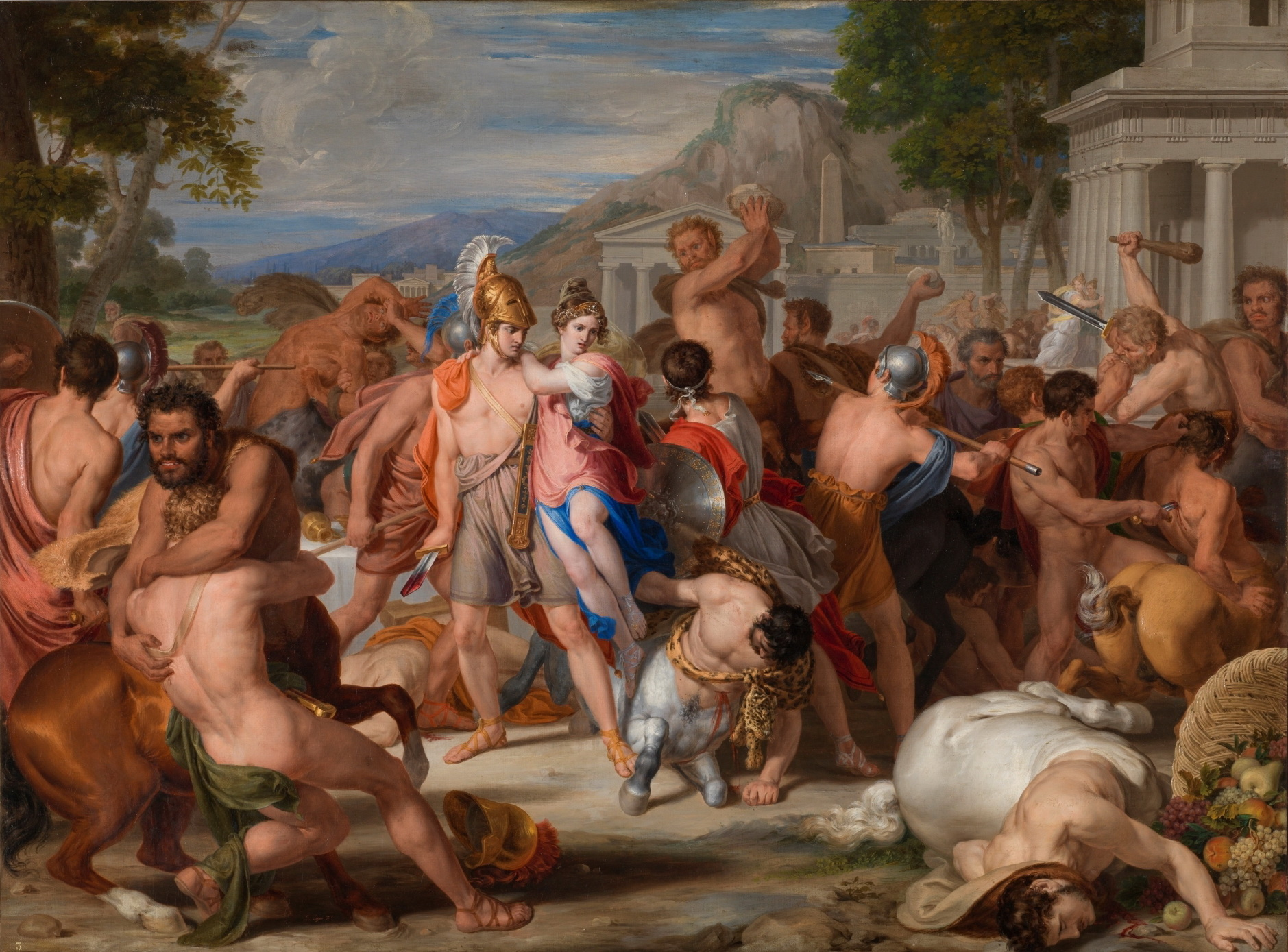
Batalla de lapitas y centauros, 1835, Museo del Prado.

En 1902 se celebró la Exposición nacional de retratos, en la que participaron mil seiscientas setenta y cinco piezas, solo dos de ellas de Tegeo, el retrato de Valeriano Salvatierra y una de las versiones del retrato de Los duques de San Fernando de Quiroga.
Unos años más tarde comienza, aunque de forma muy poco notoria, el interés por este tipo de colecciones, como puede observarse con la celebración de la Exposición de pinturas españolas de la primera mitad del siglo XIX, organizada en 1913 por la Sociedad Española de Amigos del Arte, y que contó con tres obras de Tegeo, una de ellas el Retrato de niña sentada en un paisaje, del Museo del Prado. Cinco años más tarde dicha Sociedad celebró otra muestra Exposición de retratos de mujeres españolas por artistas españoles anteriores a 1850, que contó únicamente con un retrato femenino rubricado por el murciano.
En 1921 se celebra la exposición Tres Salas del Museo Romántico en la sede de la Sociedad Española de Amigos del Arte, muestra que sería el germen del museo del mismo nombre que abriría sus puertas tres años más tarde. Tanto esa exhibición como el primer montaje de la nueva institución contaron con la representación de obras del pintor caravaquense. 

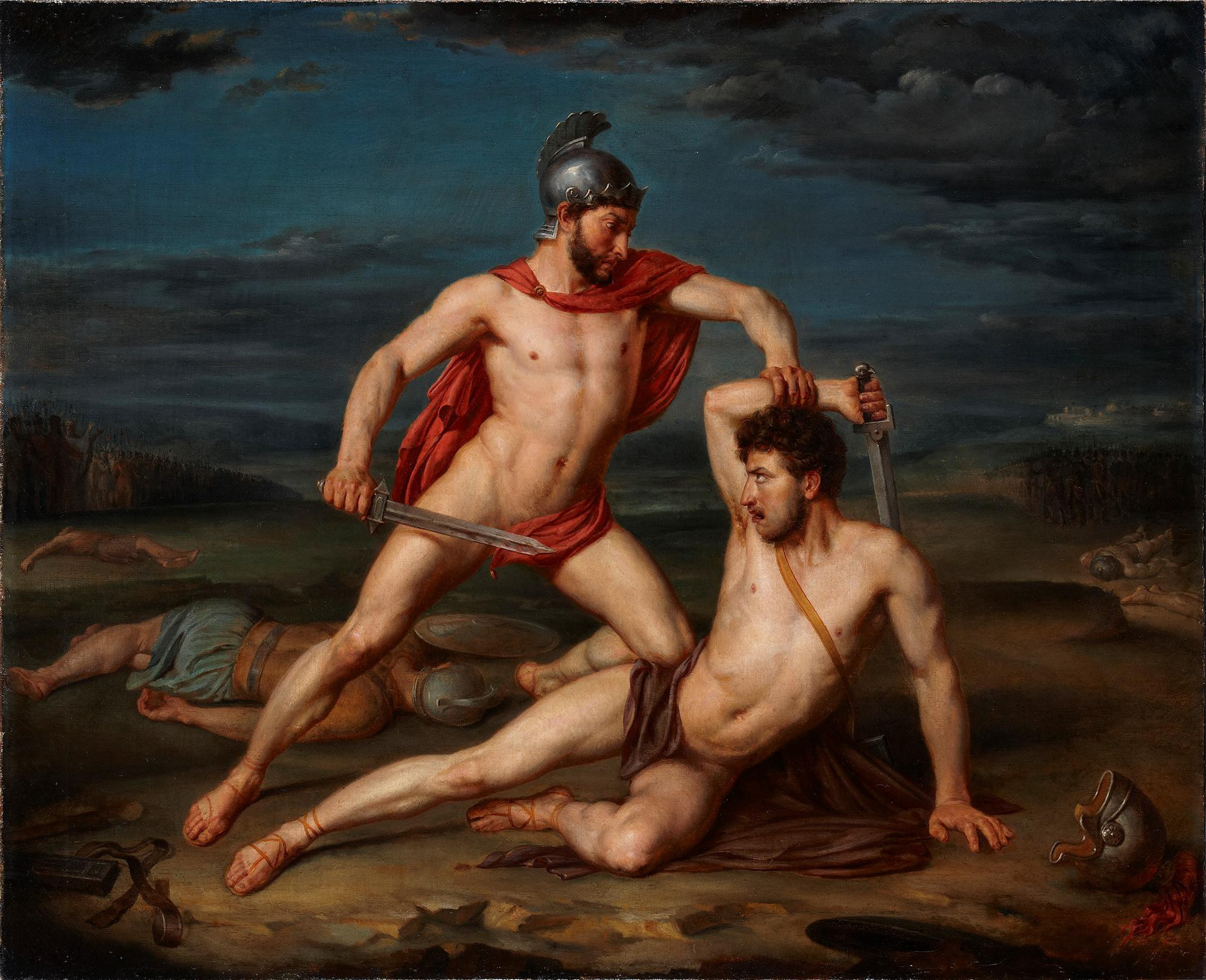
Aquiles derrotando a Héctor, Galería Caylus.

En noviembre de 1928, se celebró en Bruselas la Exposition d´art espagnol, 1828-1928, donde se contó con la obra Pedro Benítez y su hija María de la Cruz, obra que volvería a exponerse, esta vez en la Bienal de Venecia de 1934, en el pabellón de España, y en la Exposición de retratos ejemplares, siglos XVIII y XIX. Colecciones madrileñas, celebrada en Madrid en 1946. 
De nuevo la Sociedad Española de Amigos del Arte celebró en 1951 otra importante exhibición, la Exposición de pintura isabelina, 1830-1870, donde pudieron admirarse la Inmaculada (Patrimonio Nacional) y los retratos de Jacinto Galaup y su esposa, María del Pilar Ordeig, donados en 2017 al Museo del Romanticismo. 
La presentación de las colecciones del siglo XIX del Museo del Prado en el Casón del Buen Retiro en 1971 y los estudios cada vez más sistemáticos del arte de dicha centuria cristalizaron en la revalorización de este periodo. La obra de Rafael Tegeo participó en varias exposiciones organizadas por la pinacoteca madrileña, como Retratos de niño en el Prado (1983) y Los pintores españoles del siglo XIX. De Goya a Picasso (Moscú y Leningrado, 1987) o la fundamental exposición sobre la pintura del siglo XIX del Prado y otras colecciones, de 1992, comisariada por José Luis Díez. Desde entonces, tanto la pintura de Tegeo como otros autores decimonónicos ha estado más presente en diversas exposiciones, destacando la celebrada en 2007 por el Museo del Prado, que daba paso a las colecciones de este siglo al edificio principal de la pinacoteca.
Entre 2018 y 2019 se celebró la primera exposición monográfica dedicada al pintor, Rafael Tegeo (1798-1856) en el Museo del Romanticismo compuesta por más de treinta obras tanto del propio museo como del Museo del Prado, Patrimonio Nacional, la Real Academia de Bellas Artes de San Fernando, la Biblioteca Nacional, el Museo de Bellas Artes de Murcia, el Museo Zuloaga y colecciones privadas españolas y extranjeras. Además, en esta muestra se exhibió la obra Batalla de lapitas y centauros antes de su llegada definitiva al Museo del Prado, al que fue legada por el historiador estadounidense William B. Jordan.

## Obra en colecciones
En el Museo Naval de Madrid:

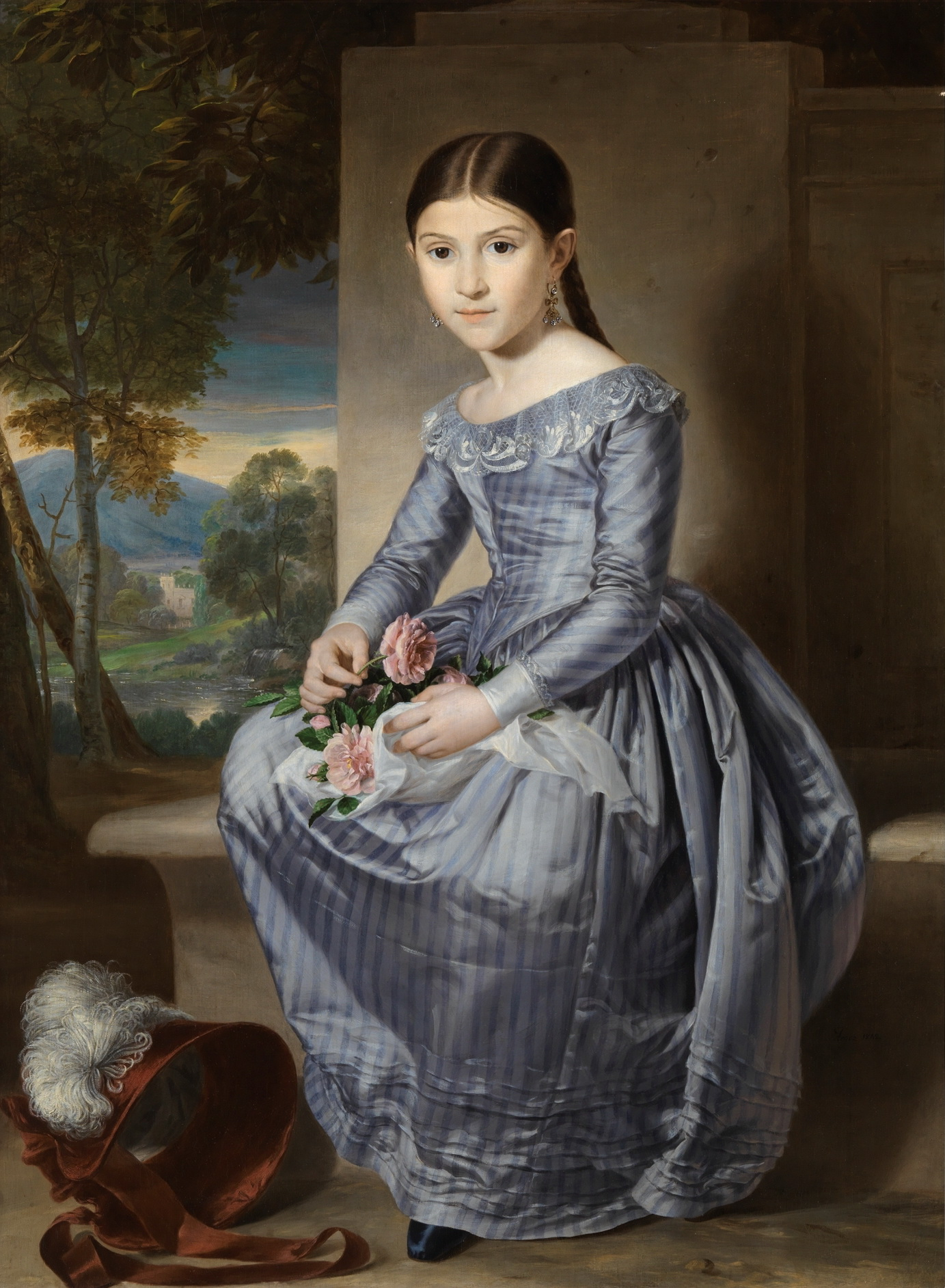
Retrato de niña sentada en un paisaje, 1842, Museo del Prado.

- Retrato de don Álvaro de Bazán, primer marqués de Santa Cruz. Pintado en 1828, es copia de un original anónimo de la casa de los marqueses de Santa Cruz.
- Retrato de Frey Antonio Valdés y Fernández Bazán, Capitán General de la Real Armada, Secretario de Estado y del Despacho Universal de Marina. Pintado en 1828. Copia a partir de un original de hacia 1788. Este óleo ingresó en el museo en 1844, procedente de la Secretaría de Marina.
- Giulio Alberoni. Pintado en 1828, copia de un original desconocido.
- Jorge Juan y Santacilia. Pintado en 1828.
- Juan José Navarro, primer marqués de la Victoria. Pintado en 1828. Copia de un original del siglo XVIII.
- José Patiño Rosales. Pintado en 1828. Copia de un original de Jean Ranc.

En el Museo del Prado:
- Retrato de señora, hacia 1838.
- Antonia Cabo, con su hermana y su hijo Mariano Barrio, hacia 1839.
- Pedro Benítez y su hija María de la Cruz, hacia 1820.
- Batalla de lapitas y centauros, 1835.
- Los duques de San Fernando de Quiroga (copia), hacia 1835.
- José Antonio Ponzoa y Cebrián, 1845.
- Mariano Facundo Barrio García, hacia 1839.
- María de la Cruz Benítez, 1827.
- Los duques de San Fernando de Quiroga, ante un paisaje, hacia 1830.
- Hércules y Anteo (boceto), hacia 1828.
- Ángela Tegeo, hacia 1832.
- La última comunión de San Jerónimo, hacia 1829.
- Niña sentada en un paisaje, 1842.
- Retrato de caballero, 1845.
- Retrato de señora, 1845.
- Héctor reprendiendo a Paris severamente por su cobardía, tinta sobre papel, 1833 - 1856.

En el Museo del Romanticismo:
- Virgen del jilguero, 1825-1828.
- Retrato ecuestre de don Juan Pedro Ayegui Torralba, 1838.
- Pedro Martínez, 1839.
- Jacinto Galaup, 1845.
- María del Pilar Ordeig, 1845.

En el Palacio Real de Aranjuez:
- La Inmaculada, en el dormitorio de la Reina.

En el Palacio Real de Madrid:
- Episodio de la Conquista de Málaga (El Moro Santo. Ibrahim el Djerbi), 1850.
- Caída de Faetón.

En la iglesia de san Jerónimo el Real de Madrid:
- La última Comunión de San Jerónimo. Fue pintado para el altar mayor de este templo por encargo del rey Fernando VII. Actualmente se expone en el presbiterio de la iglesia; se trata de un lienzo de enormes dimensiones inspirado en el del mismo tema del pintor barroco Agostino Carracci. Corresponde al lienzo del Prado antes mencionado que se encuentra en la iglesia en calidad de depósito.[14]

En Caravaca de la Cruz:
- La curación de Tobías, 1824-27, conservado en la Pinacoteca del Castillo.

En el Museo José Luis Bello y González de Puebla, México:
- Agonía de Cleopatra, exhibido en la Sala de Música del Museo.

En la Real Academia de Bellas Artes de San Fernando:
- Retrato de dama con chal rojo, 1824-27.[15]
- Hércules y Anteo, hacia 1836.[16]

En el Museo de Bellas Artes de Murcia:
- Retrato de la familia Benítez Bragaña, hacia 1822.[17]
- Diomedes, asistido por Minerva, hiere a Marte, 1831.